# Pterobryopsis auriculata
Pterobryopsis auriculata là một loài rêu trong họ Pterobryaceae. Loài này được Dixon mô tả khoa học đầu tiên năm 1937.